# Ron Boszhard
Ronald (Ron) Boszhard (Amsterdam, 12 november 1963) is een Nederlands presentator, (stem)acteur, tekstschrijver en zanger.

## Biografie
Ron groeide op in Amsterdam als de oudste zoon van Wil en Henk Boszhard en is de oudere broer van Carlo Boszhard. Na zijn middelbareschooltijd werd Boszhard voor een opleiding aan de Kleinkunstacademie afgewezen. Hij ging vervolgens aan de slag als verpleegkundige, nadat hij daar van 1981 tot 1984 een opleiding voor volgde.

### Theater
Hoewel Ron Boszhard vooral bekend werd door zijn televisiewerk, behaalde zijn eerste succes in het theater. In 1991 behaalde hij met een zelf geschreven cabaretprogramma (Alleen vanavond) de finale van het Amsterdams Kleinkunst Festival en won hij bijna de Wim Sonneveldprijs. In 2000 toerde hij langs de theaters met het cabaretprogramma Pluk de lach! In 2003 speelde hij de rol van Theodor in de musical Doornroosje. Hij produceerde in 2004 zijn eigen sinterklaasmusical Sinterklaas pakt uit.

### Televisie
Boszhard is vooral bekend geworden van zijn televisiewerk. Vanaf 1996 is hij een van de vaste gezichten van de omroep TROS, later AVROTROS. Hiernaast was hij te zien in (comedy)series, zoals SamSam, Goede tijden, slechte tijden, Vrienden voor het leven en De TV Kantine. Boszhard nam regelmatig deel aan spelprogramma's, zoals Atlas in 2013, waar hij vlak voor de finale afviel. In 2018 deed hij mee aan Wie is de Mol? waar hij als eerste afviel. Vervolgens nam hij in 2020 deel aan het jubileumseizoen van dit programma. Dit keer moest hij het spel in de zesde aflevering verlaten. Hij is de vaste presentator van het programma Bommetje! en van Z@ppsport waarin hij twee typetjes speelt, kantinejuffrouw Gerda en terreinknecht Theo. 
Een overzicht van de programma's waarin Boszhard te zien is geweest:
- 1996-1997: Match & Win
- 1996-2003: Pluk de Dag
- 1996: Verrassend Nederland
- 1997: Ron's ballon
- 1998: Spel zonder grenzen
- 1999: Rappatongo
- 2000-2004: De leukste thuis
- 2001, 2005: Sterretjes
- 2003-2004: 1000 seconden
- 2005-heden: Z@ppsport
- 2007-2010: Te land, ter zee en in de lucht
- 2011: Lang leve de tv!
- 2012: Spetterslot
- 2013: Beestenbloopers
- 2013: Atlas
- 2014: Typisch Carlo & Irene
- 2014: Bij Ron Thuis
- 2015-2018, 2022-heden: Bommetje! (XL & XXL)
- 2015: Zappmissie: Het geheim van Eyck
- 2016, 2020: Bij Ron op de camping
- 2016: Bij Ron in het pension
- 2017: Bij Ron in het kasteel
- 2018, 2020: Wie is de Mol?
- 2018: Ranking the stars
- 2019: The Passion
- 2021: De gevaarlijkste wegen van de wereld
- 2022: Oh, wat een jaar!
- 2022: Make Up Your Mind
- 2022: Waku Waku
- 2023: The Masked Singer
- 2025: Voor het blok

### Film
- 1995: The Way to Dusty Death, als hotel barman
- 2005: Kameleon 2, als Jack Gaddèrie
- 2012: Joris en Boris en het Geheim van de Tempel, als Gloulousos
- 2014: Sinterklaas & Diego: Het Geheim van de Ring, als Harres
- 2024: De Grote Sinterklaasfilm: Stampij in de bakkerij, als Pa Bakker

## Prijzen en nominaties
- In 2003 won Boszhard de Bronzen roos van Montreux voor zijn tv-programma Pluk de Dag.
- In 2006 won hij een Zapplive Oeuvre Award.
- In 2017 en 2018 werd het programma Bommetje! (in 2017 Bommetje XXL genaamd) genomineerd voor het beste jeugdprogramma van dat jaar (de gouden stuiver).[2]
- In 2018 werd hij genomineerd voor Beste Zapp-presentator.
- In 2019 won Ron met Zappsport de Televisier-ster Jeugd voor het beste jeugdprogramma op het Gouden Televizier-Ring Gala.[3]

## Privé
Uit een huwelijk tussen 1994 en 2008 kreeg hij een dochter en een zoon. In 2017 kreeg hij met zijn nieuwe vriendin een dochter.

## Trivia
- Door zijn vroege vertrek uit het programma Wie is de Mol? riep RTL Boulevard de Ron Boszhard Award in het leven.[5]